# Varevský rajón
Varevský rajón (ukrajinsky Варвинський район) byl rajón v Černihivské oblasti na Ukrajině. Hlavním městem byla Varva a rajón měl přibližně 15 tisíc obyvatel. 

## Sídla v rajónu
- Varva